# Christian Backs
Christian Backs (26 agosto 1962) è un allenatore di calcio ed ex calciatore tedesco orientale dal 1990 tedesco, di ruolo centrocampista.

## Palmarès

### Giocatore

#### Club

##### Competizioni interregionali
- NOFV-Oberliga: 1

BFC Dynamo: 1991-1992 (Girone Nord)

##### Competizioni nazionali
- Campionato tedesco orientale: 8

BFC Dynamo: 1980-1981, 1981-1982, 1982-1983, 1983-1984, 1984-1985, 1985-1986, 1986-1987, 1987-1988
- Coppa della Germania Est: 2

BFC Dynamo: 1987-1988, 1988-1989